# Antirrhinum
Antirrhinum là một chi thực vật có hoa, hiện nay được xếp trong họ Plantaginaceae. Hoa của loài du nhập và được trồng tại Việt Nam (Antirrhinum majus) được gọi là hoa mõm chó, hoa mõm sói hay hoa mép dê, còn tên gọi phổ biến trong tiếng Anh của các loài là dragon flowers (nghĩa đen là hoa rồng) hay snapdragons (nghĩa đen là rồng táp) do hoa có sự tương tự tưởng tượng như mặt của con rồng há và khép miệng khi bị ép từ các bên. Các loài này là thực vật bản địa các vùng đất sỏi đá ở châu Âu, Hoa Kỳ và Bắc Phi.

## Mô tả
Chi này có sự đa dạng về hình thái, cụ thể là nhóm Tân thế giới (Saerorhinum). Chi này có đặc trưng là có hoa hình mõm chó với tràng hoa có bướu dưới bầu.

## Phân loại
Antirrhinum từng có thời được xếp trong họ Scrophulariaceae, nhưng các nghiên cứu trình tự DNA đã dẫn tới việc gộp nó vào họ Plantaginaceae được mở rộng ra khá lớn, trong phạm vi tông Antirrhineae.

### Định nghĩa
Phân loại học của chi này là phức tạp và hiện tại vẫn chưa được dung giải hoàn toàn. Cụ thể thì định nghĩa chính xác của chi, đặc biệt là sự gộp vào của các loài Tân thế giới (Saerorhinum), là gây tranh cãi. Tình hình còn bị làm phức tạp thêm do một loạt các thuật ngữ được sử dụng để chỉ các bậc phân loại bên trong chi, đặc biệt là các loài Cựu thế giới – phần thuộc Antirrhinum nghĩa hẹp (sensu stricto), như Streptosepalum, Kicksiella, Meonantha.
Cơ sở dữ liệu thực vật của USDA từng chỉ công nhận 2 loài là: A. majus (hoa mõm chó), loài duy nhất đã tự nhiên hóa tại Bắc Mỹ, và loài thứ hai là A. bellidifolium (mõm chó tím hoa cà), hiện nay có danh pháp chính thức là Anarrhinum bellidifolium (L.) Willd., 1800 Tại thời điểm tháng 4 năm 2020, The Plant List phiên bản 1.1 công nhận 21 loài cho Antirrhinum nghĩa hẹp.
Sơ đồ được nhiều người chấp nhận (Thompson, 1988) đặt 36 loài trong chi này, chia thành 3 tổ. Trong khi nhiều nhà thực vật học chấp nhận định nghĩa rộng này (sensu lato), mà sự khác biệt chính của nó với các phân loại khác là sự gộp vào của Saerorhinum ở Tân thế giới, thì những nhà thực vật học khác vẫn không chấp nhận và hạn chế chi này chỉ bao gồm các loài Cựu thế giới (Để so sánh phân loại của Thompson với các hệ thống sớm hơn, xem Oyama và Baum, Bảng 1). Hiện tại người ta vẫn tiếp tục phát hiện thêm các loài mới, xem thêm tại Romo et al. (1995).
Nghiên cứu năm 2004 về hệ thống học phân tử của nhóm này và các loài có quan hệ họ hàng của Oyama và Baum xác nhận chi Antirrhinum nghĩa rộng như mô tả của Thompson là đơn ngành, với điều kiện là một loài (A. cyathiferum) phải loại ra và chuyển sang chi tách biệt là Pseudorontium, và hai loài của chi Mohavea (là Mohavea confertiflora và M. breviflora) phải gộp vào Antirrhinum. Danh sách loài trong bài tuân theo các kết luận này.
Đó là định nghĩa rộng, bao gồm cả chi Cựu thế giới là Misopates và chi Tân thế giới là Sairocarpus. Ngược lại, định nghĩa hẹp hạn chế chi này chỉ bao gồm các loài cây lâu năm Cựu thế giới cũng tạo thành một nhóm đơn ngành, với số nhiễm sắc thể lưỡng bội bằng 16, phân bố trong khu vực bồn địa Địa Trung Hải, với số loài khoảng 25, theo phân tích phát sinh chủng loài của Vargas et al. (2004) gợi ý rằng chúng là một nhóm khác biệt. Cả Misopates và Sairocarpus đều là tên gọi được công nhận tại The Plant List, và nhiều loài Tân thế giới hiện tại có Sairocarpus như là tên gọi được công nhận của chúng, chứ không phải là Antirrhinum. Người ta cũng đề xuất rằng nhiều loài Antirrhinum Tân thế giới nên được xem xét đặt trong Sairocarpus, như trong phiên bản sắp tới của Flora of North America.

### Phân chia nội chi
Người ta đồng ý rằng nhóm rộng này nên chia ra thành 3 hoặc 4 phân nhóm, nhưng cấp bậc mà điều này cần thực hiện cũng như chính xác là những loài nào nên gộp nhóm cùng nhau thì vẫn chưa rõ ràng. Một số tác giả tuân theo Thompson trong việc sử dụng chi Antirrhinum nghĩa rộng và sau đó chia nó ra thành vài tổ; những người khác lại coi chi theo định nghĩa của Thompson như là tông hoặc phân tông, và chia nó ra thành vài chi. Để so sánh với các sơ đồ sớm hơn, xem Mateu-Andrés và de Paco, Bảng 1 (2005)
Nếu định nghĩa rộng được chấp nhận thì 3 tổ như Thompson mô tả là như sau (gồm 2 tổ Cựu thế giới và 1 tổ Tân thế giới):
- Tổ Antirrhinum: 19-21 loài Cựu thế giới, bao gồm các loài cây lâu năm có hoa tương đối to, bao gồm cả loài điển hình của chi/tổ là Antirrhinum majus, phần lớn là bản địa miền tây khu vực bồn địa Địa Trung Hải, với sự tập trung trên bán đảo Iberia. Số nhiễm sắc thể n=8. Bao gồm 3 phân tổ là Majora, Sicula và Hispanica.
- Tổ Orontium: 2-4 loài, cũng từ khu vực Địa Trung Hải. Số nhiễm sắc thể n=8. Các loài trong tổ này, bao gồm cả loài điển hình của tổ là Antirrhinum orontium (hoa mõm chó nhỏ, đầu lâu), thường được xử lý như là thuộc chi Misopates.
- Tổ Saerorhinum: 11-15 loài Tân thế giới với hoa nhỏ, chủ yếu là cây một năm và phần lớn là bản địa California, cho dù có những loài được tìm thấy trong khu vực từ Oregon đến Baja California Sur và xa về phía đông đến Utah. Tứ bội (n=15-16). Giống như các tác giả khác, Thompson đặt A. cyathiferum trong tổ này, nhưng Oyama và Baum, tuân theo các tác giả sớm hơn, gợi ý rằng nó nên được đặt trong chi Pseudorontium, trong khi Mohavea nên được gộp vào. Vargas et al., khuyến cáo mạnh về việc chia tách các loài Tân thế giới, gợi ý rằng 14 loài ban đầu được Sutton (1988) công nhận thì có lẽ chính xác hơn là thuộc về Sairocarpus (11 loài), Howelliella (1 loài) và Neogarrhinum (2 loài). Các tác giả khác cũng gộp cả Galvezia glabrata, Galvezia juncea, Galvezia rupicola và Galvezia speciosa.[13] Không một tên gọi nào mà ban đầu được định vị vào tổ này được chấp nhận hiện nay (xem Các loài).

### Hoa mõm chó

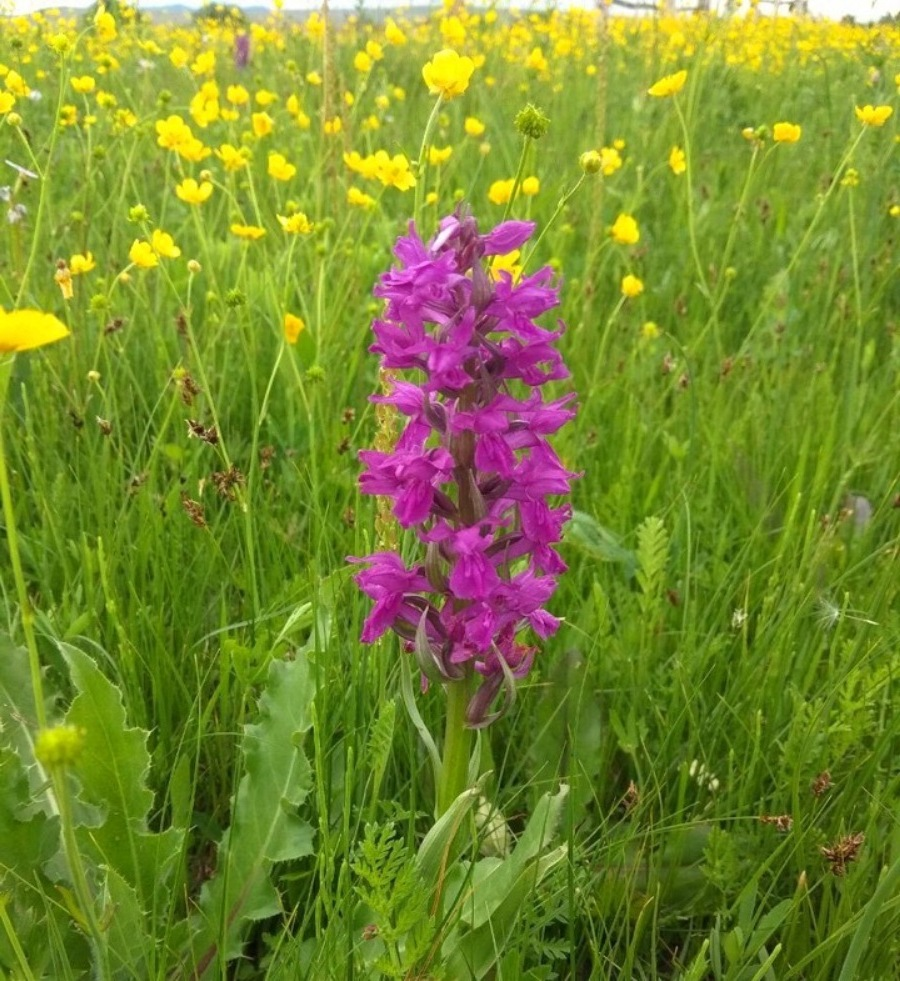
Hoa mõm chó trồng tại Đông Siberia

Trong khi Antirrhinum majus là loài thường được gọi trong tiếng Anh là "snapdragon" (nghĩa đen rồng táp, gọi là mõm Thuật chó trong tiếng Việt), nhưng nhiều loài khác trong chi cũng có tên gọi thông thường trong tiếng Anh bao gồm từ "snapdragon", chẳng hạn Antirrhinum molle được biết đến như là "dwarf snapdragon" (rồng táp lùn, mõm chó lùn) tại Vương quốc Anh.

### Các loài
Tổ Antirrhinum
- Antirrhinum australe
- Antirrhinum barrelieri (đồng nghĩa A. boissieri, A. controversum)
- Antirrhinum braun-blanquetii
- Antirrhinum charidemi
- Antirrhinum graniticum (đồng nghĩa: A. onubense)
- Antirrhinum grosii
- Antirrhinum hispanicum
- Antirrhinum latifolium
- Antirrhinum majus: Mõm chó – loài điển hình.
- Antirrhinum martenii
- Antirrhinum meonanthum
- Antirrhinum microphyllum
- Antirrhinum molle ("mõm chó lùn")
  - Antirrhinum molle subsp. lopesianum (đồng nghĩa: A. lopesianum)
- Antirrhinum pertegasii
- Antirrhinum pulverulentum
- Antirrhinum rothmaleri
- Antirrhinum sempervirens ("mõm chó bạc")
- Antirrhinum siculum
- Antirrhinum tortuosum (đồng nghĩa: A. fernandezcasasii, A. majus subsp. tortuosum)
- Antirrhinum valentinum
- Antirrhinum × bilbilitanum = A. majus subsp. litigiosum × A. graniticum
- Antirrhinum × chavannesii
- Antirrhinum × kretschmeri
- Antirrhinum × montserratii = A. majus × A. molle
- Chuyển đi: Antirrhinum spurium = Kickxia spuria

Tổ Orontium
- Antirrhinum calycinum = Misopates calycinum
- Antirrhinum chrysothales = Misopates chrysothales
- Antirrhinum microcarpum = Misopates microcarpum
- Antirrhinum orontium = Misopates orontium

Tổ Saerorhinum
- Antirrhinum breviflorum = Mohavea breviflora
- Antirrhinum confertiflorum = Mohavea confertiflora
- Antirrhinum cornutum (đồng nghĩa: Antirrhinum leptaleum) = Sairocarpus cornutus
- Antirrhinum costatum = Sairocarpus costatus
- Antirrhinum coulterianum = Sairocarpus coulterianus
- Antirrhinum filipes = Neogaerrhinum filipes
- Antirrhinum kelloggii = Neogaerrhinum kelloggii
- Antirrhinum kingii = Sairocarpus kingii
- Antirrhinum multiflorum = Sairocarpus multiflorus
- Antirrhinum nuttallianum  = Sairocarpus nuttallianus
- Antirrhinum ovatum (chưa dung giải) = Howelliella ovata
- Antirrhinum subcordatum = Sairocarpus subcordatus
- Antirrhinum vexillo-calyculatum = Sairocarpus vexillocalyculatus
- Antirrhinum virga = Sairocarpus virga
- Antirrhinum watsonii = Sairocarpus watsonii

### Từ nguyên
Từ "antirrhinum" có nguồn gốc từ tiếng Hy Lạp ἀντίρρινον antirrhinon "mõm bê, Antirrhinum Orontium", và chính nó lại có nguồn gốc từ ἀντί anti "chống lại, như", và ῥίς rhis "mũi" (sở hữu cách ῥινόϛ rhinos); vì thế, có thể là "giống như mũi", có lẽ là để nói tới quả nang giống hình mũi khi ở trạng thái thuần thục.

## Sinh thái học
Các loài mõm chó thường được coi là cây một năm mùa lạnh và phát triển tốt nhất dưới ánh nắng toàn phần hay một phần, trên đất thoát nước tốt (mặc dù chúng cần được tưới nước thường xuyên). Chúng được phân loại về mặt thương mại theo phạm vi chiều cao cây: lùn (6–8 inch [15–20 cm]), vừa (15–30 inch [38–76 cm]) và cao (30–48 inch [76–122 cm]).
Chúng đa dạng về mặt sinh thái, cụ thể là các loài Tân thế giới (Saerorhinum).

## Gieo trồng
Mõm chó là cây trồng trong vườn quan trọng tại một số khu vực, được gieo trồng rộng khắp từ vùng nhiệt đới tới vùng ôn đới làm cây trồng trong chậu, trong vườn hoa, hoa hàng rào hay trong các hòn non bộ. Các giống cây trồng có hoa màu trắng, đỏ thắm hay vàng sặc sỡ với những bông hoa hai môi. Nó cũng quan trọng trong vai trò của sinh vật mô hình trong nghiên cứu thực vật học, và bộ gen của nó đã được nghiên cứu chi tiết.

### Nghiên cứu di truyền
Antirrhinum là chi thực vật được sử dụng trong các nghiên cứu di truyền học sớm nhất của Gregor Mendel và Charles Darwin và được Erwin Baur sử dụng làm cây mô hình. Cùng với các chi có quan hệ họ hàng gần nhất, nó trở thành sinh vật mô hình cho nghiên cứu cơ sở di truyền của sự phát triển của thực vật, cụ thể là về sự phát triển hoa.
Chi này là một ví dụ điển hình của tính trội không hoàn toàn của alen đỏ với sắc tố anthocyanin. Bất kỳ sự lai ghép chéo nào giữa mõm chó hoa đỏ với mõm chó hoa trắng đều tạo ra kiểu hình trung gian và dị hợp tử với hoa màu hồng, mang cả alen trội lẫn alen lặn.
Vài loài Antirrhinum là tự không tương thích, nghĩa là chúng không thể thụ phấn bằng phấn hoa của chính chúng. Tính tự không tương thích ở chi này đã được nghiên cứu từ đầu thập niên 1900. Tính tự không tương thích ở các loài Antirrhinum được kiểm soát về mặt thể giao tử và chia sẻ nhiều đặc trưng quan trọng với các hệ thống tự không tương thích ở các họ Rosaceae và Solanaceae.

## Sử dụng
Ngoài việc được trồng để làm hoa cắt, hạt cũng được dùng để chiết dầu ăn, cụ thể là ở Nga, trong khi lá và hoa được coi là có tính kháng viêm nhiễm và được sử dụng trong một số loại thuốc đắp. Một loại thuốc nhuộm màu xanh lục cũng thu được từ hoa.

## Thư viện ảnh

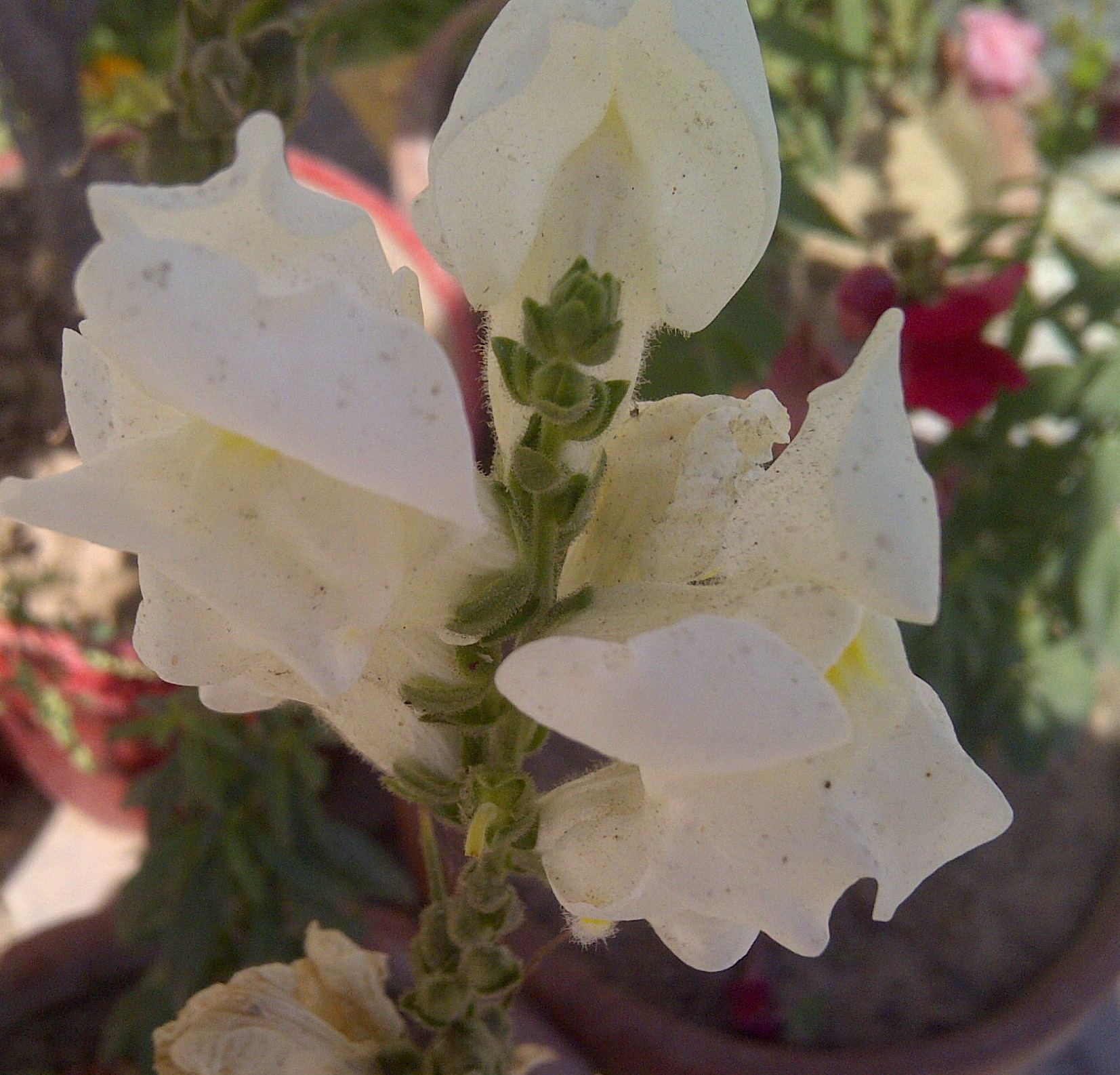
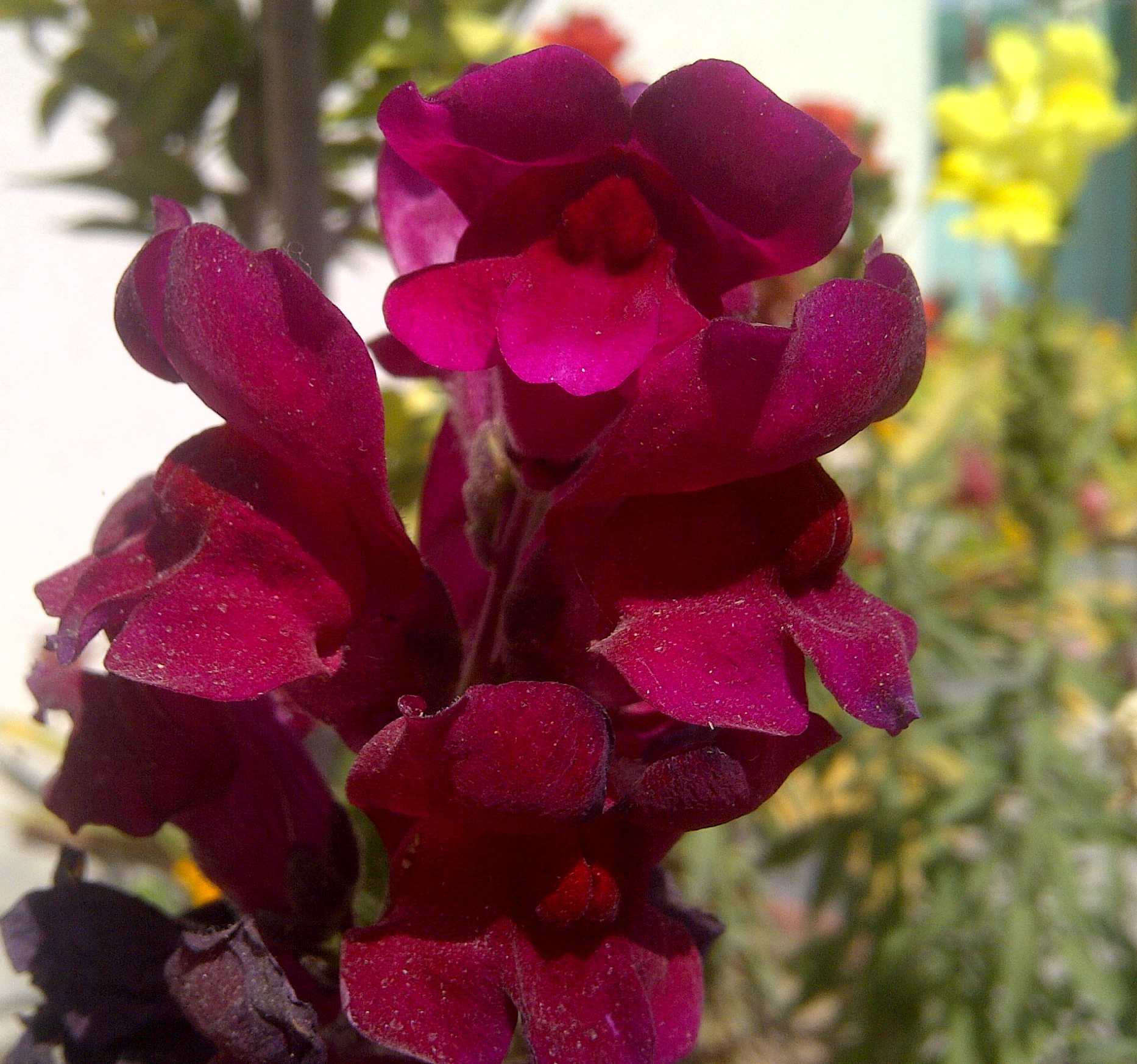
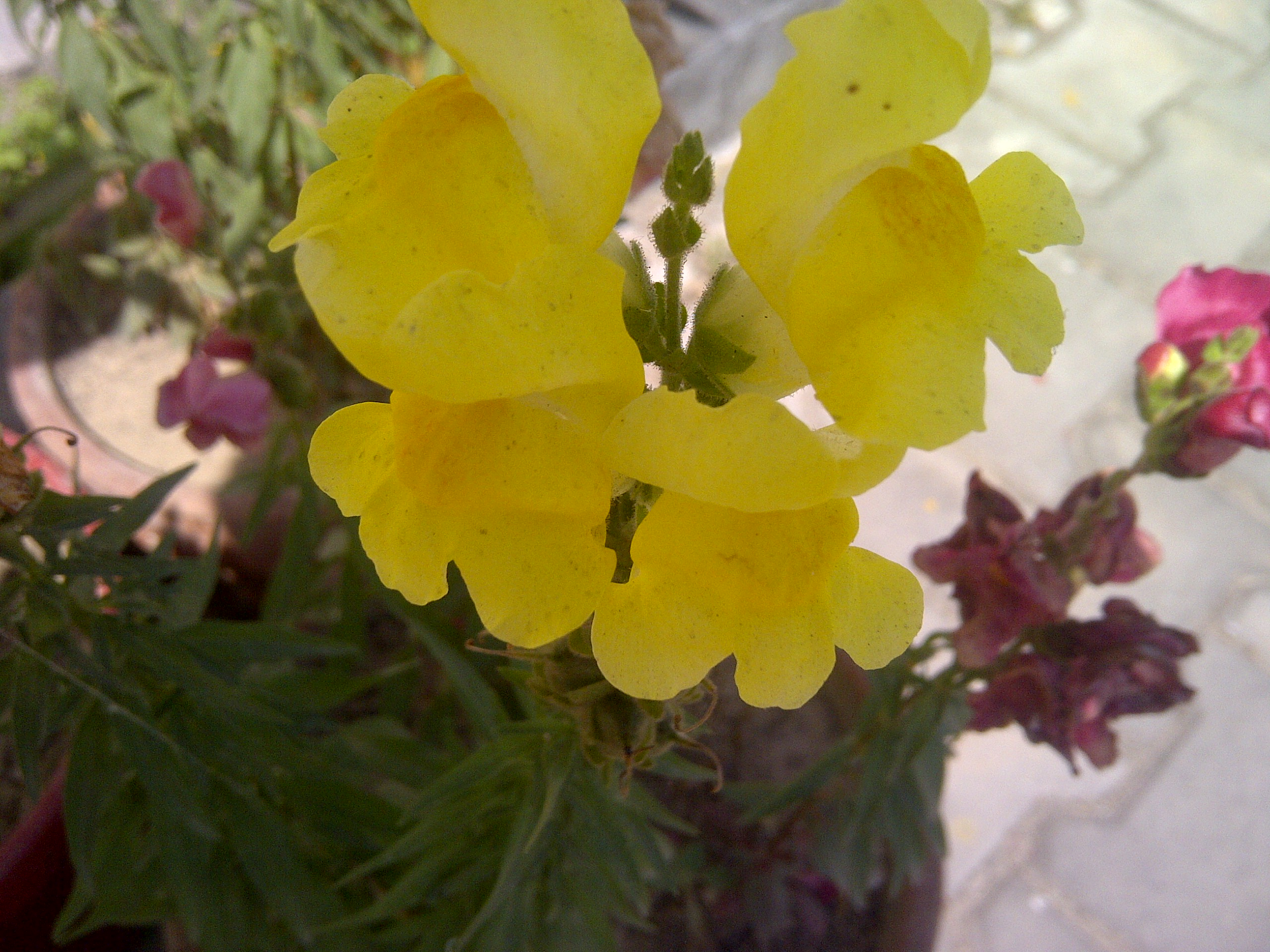
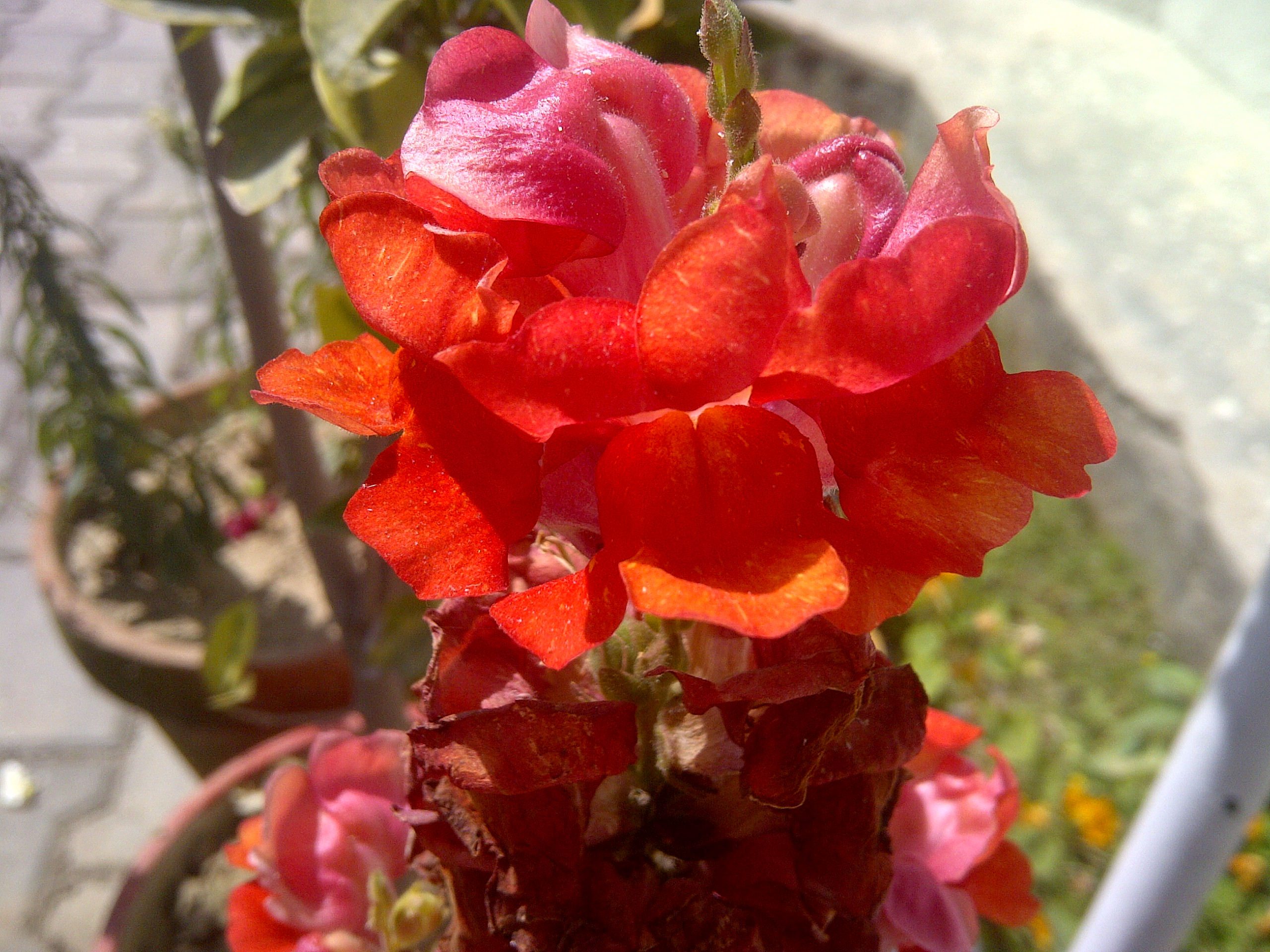
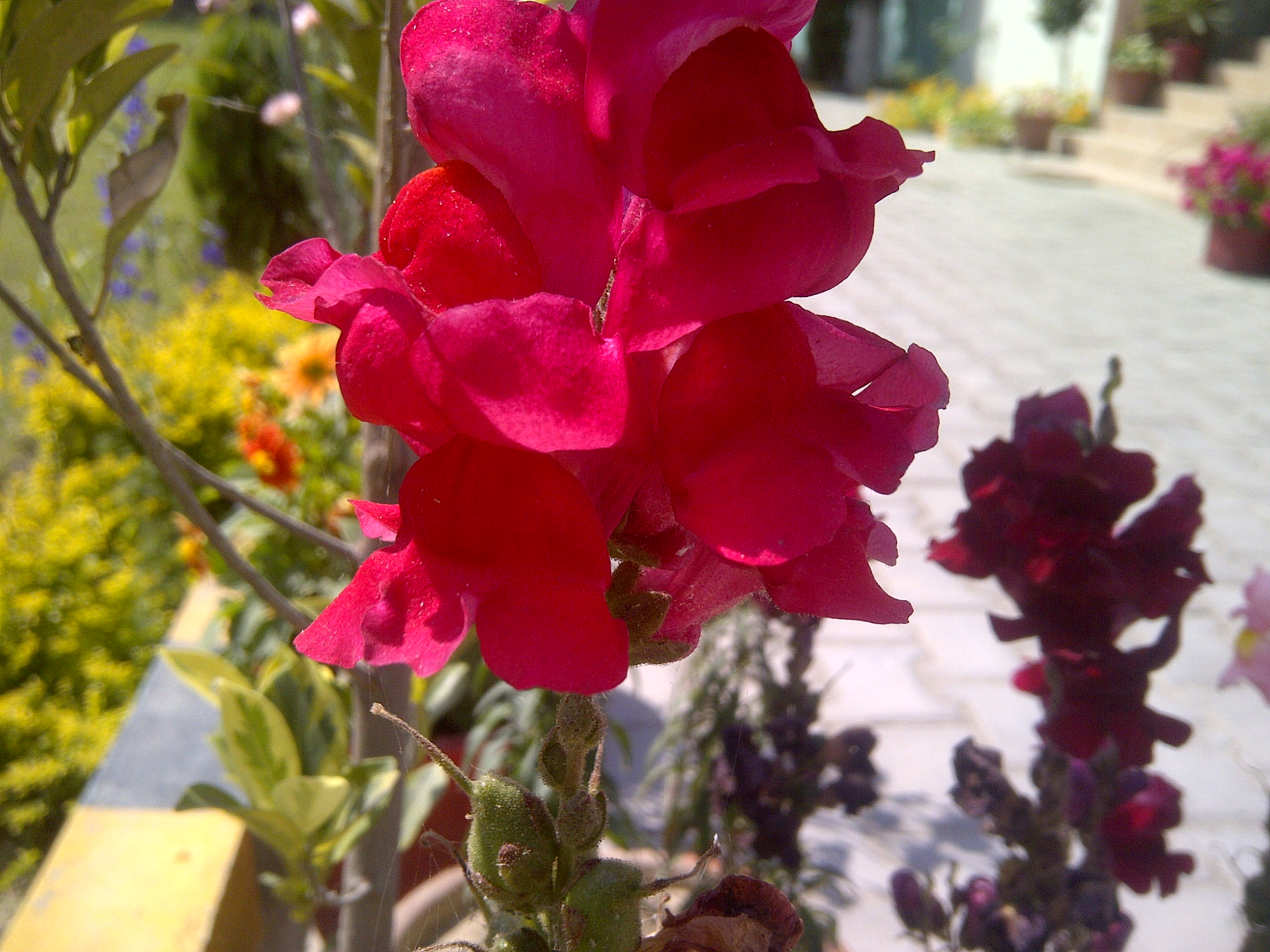
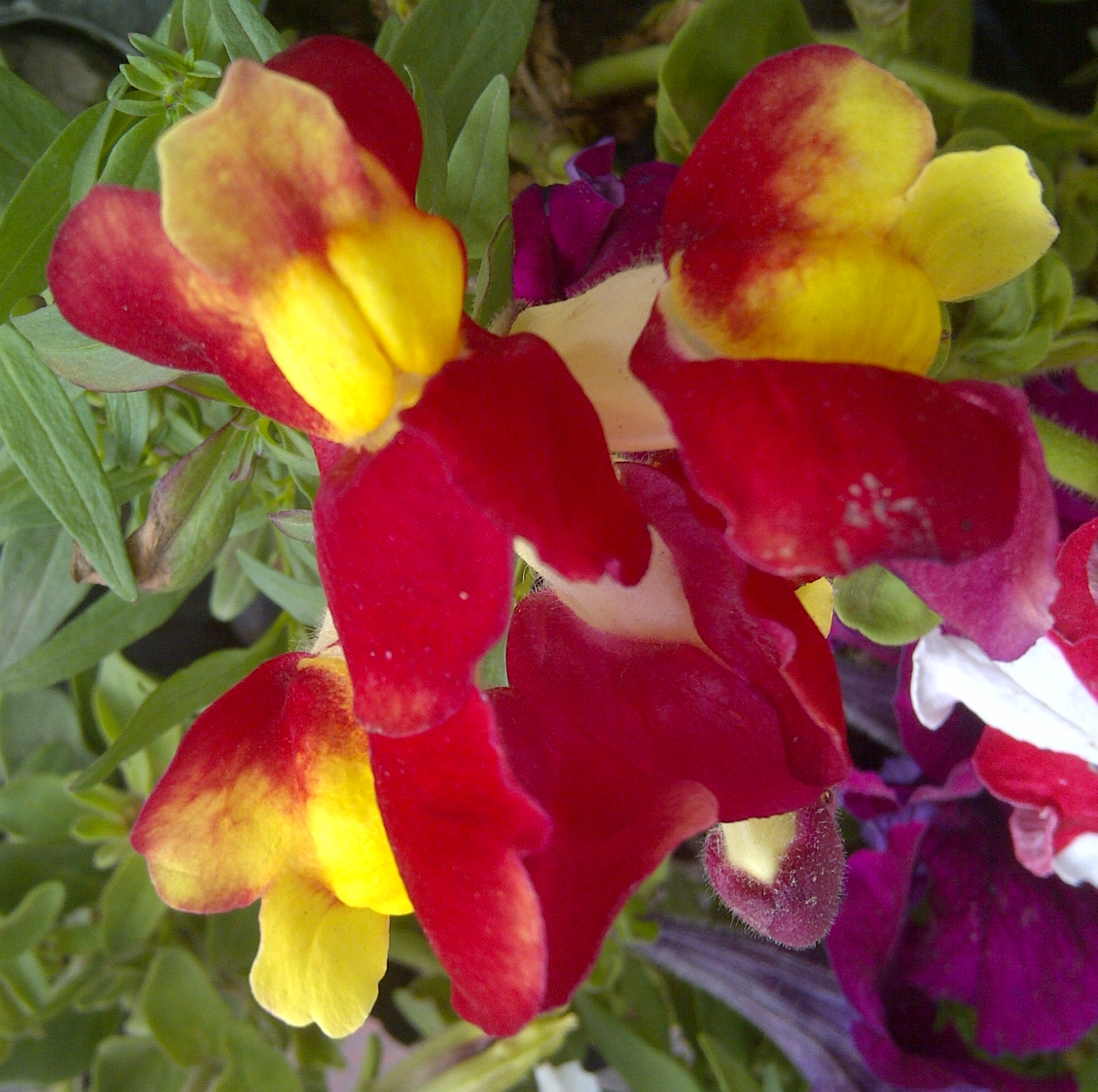
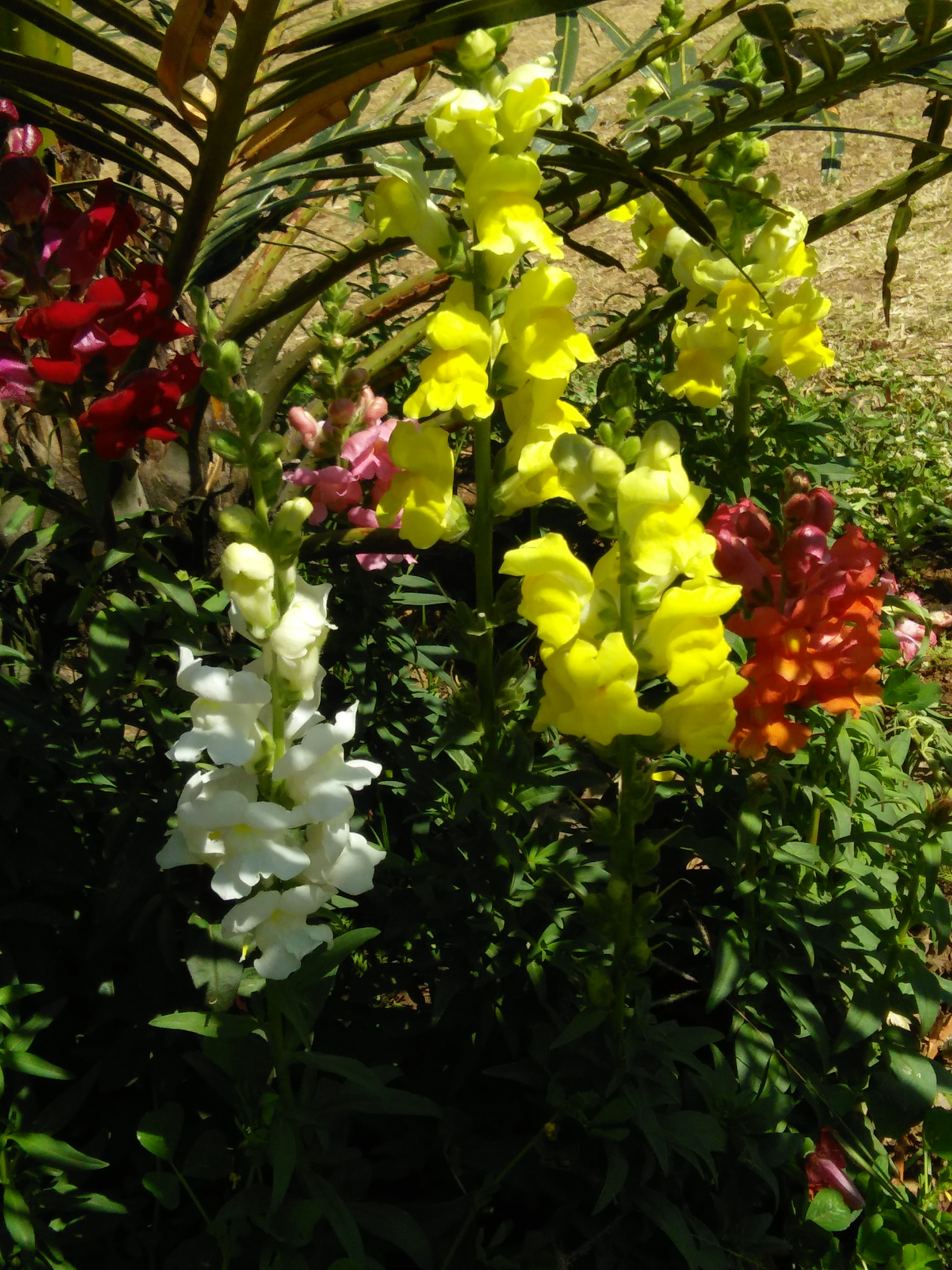